# Sphagnum andersonianum
Sphagnum andersonianum är en bladmossart som beskrevs av Charles Frederick Andrus 1980. Sphagnum andersonianum ingår i släktet vitmossor, och familjen Sphagnaceae. Inga underarter finns listade i Catalogue of Life.